# Cemitério Comunal Israelita do Rio de Janeiro
O Cemitério Comunal Israelita do Rio de Janeiro, também chamado de Cemitério Israelita do Caju, é uma necrópole particular de orientação judaica localizada na Zona Norte da cidade do Rio de Janeiro.
É administrado pela Sociedade Cemitério Comunal Israelita do Rio de Janeiro, que também administra outros dois cemitérios judaicos no Estado: o Cemitério Israelita de Inhauma (mais conhecido como "Cemitério das Polacas") e o Cemitério Comunal Israelita de Nilópolis, na Baixada Fluminense. Compõe juntamente com outros três campos santos (Cemitério da Ordem Terceira do Carmo, Cemitério da Venerável Ordem Terceira de São Francisco da Penitência e Cemitério de São Francisco Xavier) o Complexo de Cemitérios do Bairro do Caju.

## História
Inaugurado em 1955 em um terreno cedido pela Prefeitura do antigo Distrito Federal e pela Santa Casa de Misericórdia, o Comunal Israelita ocupou uma antiga área de sepultamento de indigentes do vizinho Cemitério de São Francisco Xavier. Foi criado como uma alternativa mais próxima para o sepultamento de membros da colônia judaica carioca, que já mantinha cemitérios dedicados ao seu rito em localidades mais distantes e além dos limites do município. 
Atualmente possui cerca de 6,5 mil túmulos, encontrando-se superlotado. 
Em 1975 foi inaugurado junto à entrada do cemitério um Monumento Memorial às vítimas do Holocausto.
Em 2020, em meio à Pandemia de COVID-19, foi inaugurada a primeira ampliação do cemitério, em terreno antes pertencente à Santa Casa, localizado no número 491 da mesma Rua Mons. Manoel Gomes.

## Sepultados famosos
- Bella Jozef - Escritora, crítica literária
- Clarice Lispector - Escritora
- Dina Sfat - Atriz
- Gilberto Marmorosch - Ator
- Alberto Abravanel e Rebeca Abravanel, pais do apresentador Silvio Santos